# José Gomes Ferreira
José Gomes Ferreira (Oporto (Portugal), 9 de julio de 1900 - Lisboa ,8 de febrero de 1985) fue un escritor portugués.

## Biografía
Gomes Ferreira nació en Oporto en 1900. A los cuatro años, su familia se mudó a Lisboa. Allí, asistió a la Liceo Camões. Luego de terminar sus estudios, obtuvo el puesto de director de la revista Ressurreição, en donde trabajó junto a Fernando Pessoa.
Gomes Ferreira fue influenciado fuertemente por las ideas republicanas de su padre y después de terminar el servicio militar, se unió al Batallón Académico Republicano, una organización creada por estudiantes universitarios para apoyar la nueva República Portuguesa.
En 1924, se graduó de derecho y, poco después fue nombrado cónsul en Kristiansund (Noruega). Luego del golpe de Estado de 1926, Gomes Ferreira regresó a Portugal y empezó a trabajar como periodista, colaborando con revistas como Presença, Seara Nova, Descobrimento, Imagem y Kino. Así mismo, también trabajó como traductor, subtitulando varios filmes bajo el pseudónimo Álvaro Gomes. Su carrera poética empezó con su poema Viver sempre também cansa, escrito en 1931 y publicado en Presença. En 1948, publicó su primer libro, Poesia I.
Debido a su posición política, Gomes Ferreira estuvo en contacto con miembros de la resistencia contra el régimen de António de Oliveira Salazar. Así mismo, se unió a varios movimientos demócratas, incluyendo el Movimento de Unidade Democrática. En ese entonces, trabajó junto a varios escritores antifascista componiendo canciones revolucionarias, un proyecto coordinado por el compositor Fernando Lopes-Graça.En 1961, Gomes Ferreira recibió el Grande Prémio da Poesia de la Sociedade Portuguesa de Escritores por su poemario Poesia III
Después de la Revolución de los Claveles en 1974, Gomes Ferreira continuó publicando y, en 1978, fue elegido presidente de la Associação Portuguesa de Escritores. En 1979, fue candidato de la Alianza Pueblo Unido para las elecciones legislativas. En ese mismo año, se unió oficialmente al Partido Comunista Portugués. En 1981 fue nombrado gran oficial de la Orden de Santiago de la Espada por el presidente Ramalho Eanes.
En 1983, Gomes Ferreira se sometió a una cirugía delicada. Murió dos años más tarde, el 8 de febrero de 1985.

## Obras

### Poesía
- Poeta Militante I, II e III (1978)
- Poesia V (1973)
- Poesia IV (1970)
- Poesia III (1962)
- Eléctico (1956)
- Poesia II (1950)
- Líricas (1950, colaboración)
- Homenagem Poética a Gomes Leal (1948, colaboración)
- Poesia I (1948)
- Marchas, Danças e Canções (1946)
- Longe (1921)
- Lírios do Monte (1918)

### Ficción
- O Enigma da Árvore Enamorada - Divertimento em forma de Novela quase Policial (1980)
- Caprichos Teatrais (1978)
- Coleccionador de Absurdos (1978)
- O sabor das Trevas - Romance-alegoria (1976)
- Gaveta de Nuvens - tarefas e tentames literários (1975)
- O Irreal Quotidiano - histórias e invenções (1971)
- Aventuras Maravilhosas de João Sem Medo (1963)
- Os segredos de Lisboa (1962)
- O Mundo dos Outros - histórias e vagabundagens (1960)
- O Mundo Desabitado (1960)

### Crónicas
- Intervenção Sonâmbula (1977)
- Revolução Necessária (1975)

### Memorias
- Passos Efémeros - Dias Comuns I (1990)
- Relatório de Sombras - ou a Memória das Palavras II (1980)
- Imitação dos Dias - Diário Inventado (1966)
- A Memória das Palavras - ou o gosto de falar de mim (1965)

### Cuentos
- Tempo Escandinavo (1969)
- Contos (1958)